# Booker Prize
O Prémio Man Booker, também conhecido como Prémio Booker é um prémio literário criado em 1968, e um dos mais importantes atribuídos  anualmente no Reino Unido. Apenas podem concorrer obras de romance e ficção redigidas em língua inglesa por autores vivos que sejam cidadãos de um país membro da Commonwealth ou da República da Irlanda ou Zimbabwe. Ao vencedor é assegurado grande reconhecimento internacional, muito provavelmente seguido de significativo incremento nas vendas da obra premiada.
Em inglês, o prémio é conhecido como:
- Booker Prize (designação mais comum)
- Booker
- Man Booker
- Man Booker Prize
- Man Booker Prize for Fiction (nome oficial completo)

Não confundir com o Prémio Internacional Man Booker concedido a todos os autores vivos, independentemente da nacionalidade, com obra escrita original ou traduzida em língua inglesa.

## Descrição
A Fundação Booker Prize coordena as atividades de seleção e promoção.
O processo de seleção inicia-se pela formação de um comité de consulta formado por um autor, de dois editores literários, um agente literário, um livreiro, um bibliotecário e um presidente de comité.
O comité determina a composição do comité de seleção, que varia de ano para ano, embora um antigo membro possa ocasionalmente ser escolhido uma segunda vez. Para manter a reputação de excelência do prémio, os membros do comité são escolhidos de entre críticos literários de renome, escritores, intelectuais e personalidades conhecidas.

## História
Foi em 1969 que a sociedade Booker-McConnell criou o prémio, então denominado Booker-McConnell Prize, abreviado para Booker Prize. A gestão foi transferida para a Booker Prize Foundation em 2002 e, sob patrocínio da multinacional Man Group, renomeado para Man Booker Prize for Fiction.
O prémio tinha originalmente uma recompensa monetária de 21 000 libras esterlinas e, a partir de 2002, de 50 000 .
A fundação publica duas listas de seleção : a curta e a longa. Apenas os títulos que figurem na curta são candidatos efetivos. Qualquer obra e autor que surja na lista mais restrita recebe grande atenção e uma reputação invejável.
Desde 1992, existe um outro prémio Booker atribuído a obras em língua russa. Em 2005, surgiu o Prémio Internacional Man Booker dirigido a todos os autores vivos, independentemente da nacionalidade.
Em 2010 foi anunciada a lista de livros nomeados para o Lost Man Booker Prize, que consagrará o melhor romance publicado por um autor da Commonwealth (ou da República da Irlanda) em 1970. Esta é uma reparação à injustiça que acabou ocorrendo com as publicações de 1970, causadas pela mudança nas regras que selecionavam as obras a serem premiadas. Originalmente, a distinção era atribuída ao melhor romance do ano anterior. Quando foi lançado, em 1969, consagrou Something to Answer For, de P. H. Newby, que fora publicado em 1968. No ano seguinte foi entregue a Bernice Rubens, por The Elected Member, de 1969. Mas, em 1971, recebeu-o V. S. Naipaul, o futuro prémio Nobel da Literatura, com In a Free State, que fora publicado nesse mesmo ano, e não em 1970.
Em 1971, decidiram que o prémio passaria a ser atribuído aos romances do próprio ano, como ainda hoje sucede. Uma alteração que obrigou a atrasar para Novembro (costumava ser em Abril) o anúncio da obra vencedora.
Esta decisão deixou arbitrariamente de fora os livros publicados em 1970 e somente agora, 40 anos depois, esta sendo reparada a injustiça.
Várias das obras nomeadas para o Lost Man Booker Prize são, aliás, de autores que viriam a ganhar o prémio Man Booker noutros anos, como J. G. Farrell, Iris Murdoch ou David Lodge.
Os 22 romances da long list serão agora avaliados por um júri, todos eles nascidos por volta de 1970, ou seja, sensivelmente da mesma idade dos livros que lhes competirá julgar e o prémio pode ser póstumo.

## Algumas estatísticas
- Os editores podem submeter títulos, bem como os membros do comité de seleção. Em 2002, 110 foram submetidos por editores e 10 outros acresceram a lista pela outra via.
- A longa lista de títulos foi publicada pela primeira vez em 2001. Em 2003 continha 23 obras; em 2002, 20; em 2001, 24.
- Durante os primeiros 35 anos de atribuição, apenas por cinco vezes a lista curta tinha mais de seis obras.
- A pessoa mais nova a ser premiada com o Man Booker Prize foi a neozelandesa Eleanor Catton em 2013, aos 28 anos, com a novela The Luminaries.[1]

## Laureados com o Prémio Booker
O prémio tanto distingue obras de autores já consagrados, como Salman Rushdie ou Ian McEwan, como aposta na promoção de autores desconhecidos, como aconteceu com Arundhati Roy.
| Ano                 | Autor                | Título                            | Género(s)                                  | Nacionalidade                   |
| ------------------- | -------------------- | --------------------------------- | ------------------------------------------ | ------------------------------- |
| 1969                | P. H. Newby          | Something to Answer For           | Romance                                    | Reino Unido                     |
| 1970                | Bernice Rubens       | The Elected Member                | Romance                                    | Reino Unido                     |
| 1970 (retrospetivo) | J. G. Farrell        | Troubles                          | Romance                                    | Reino Unido · Irlanda           |
| 1971                | V. S. Naipaul        | In a Free State                   | Contos                                     | Reino Unido · Trinidad e Tobago |
| 1972                | John Berger          | G.                                | Literatura experimental                    | Reino Unido                     |
| 1973                | J. G. Farrell        | The Siege of Krishnapur           | Romance                                    | Reino Unido · Irlanda           |
| 1974                | Nadine Gordimer      | The Conservationist               | Romance                                    | África do Sul                   |
| 1974                | Stanley Middleton    | Holiday                           | Romance                                    | Reino Unido                     |
| 1975                | Ruth Prawer Jhabvala | Heat and Dust                     | Romance histórico                          | Reino Unido · Alemanha          |
| 1976                | David Storey         | Saville                           | Romance                                    | Reino Unido                     |
| 1977                | Paul Scott           | Staying On                        | Romance                                    | Reino Unido                     |
| 1978                | Iris Murdoch         | The Sea, the Sea                  | Romance filosófico                         | Irlanda · Reino Unido           |
| 1979                | Penelope Fitzgerald  | Offshore                          | Romance                                    | Reino Unido                     |
| 1980                | William Golding      | Rites of Passage                  | Romance                                    | Reino Unido                     |
| 1981                | Salman Rushdie       | Midnight's Children               | Realismo mágico                            | Reino Unido · Índia             |
| 1982                | Thomas Keneally      | Schindler's Ark                   | Romance bibliográfico                      | Austrália                       |
| 1983                | J. M. Coetzee        | Life & Times of Michael K         | Romance                                    | África do Sul                   |
| 1984                | Anita Brookner       | Hotel du Lac                      | Romance                                    | Reino Unido                     |
| 1985                | Keri Hulme           | The Bone People                   | Ficção de mistério                         | Nova Zelândia                   |
| 1986                | Kingsley Amis        | The Old Devils                    | Romance de comédia                         | Reino Unido                     |
| 1987                | Penelope Lively      | Moon Tiger                        | Romance                                    | Reino Unido                     |
| 1988                | Peter Carey          | Oscar and Lucinda                 | Romance                                    | Austrália                       |
| 1989                | Kazuo Ishiguro       | The Remains of the Day            | Romance histórico                          | Reino Unido                     |
| 1990                | A. S. Byatt          | Possession                        | Romance histórico                          | Reino Unido                     |
| 1991                | Ben Okri             | The Famished Road                 | Realismo mágico                            | Nigéria                         |
| 1992                | Michael Ondaatje     | The English Patient               | Metaficção historiográfica                 | Canadá                          |
| 1992                | Barry Unsworth       | Sacred Hunger                     | Romance histórico                          | Reino Unido                     |
| 1993                | Roddy Doyle          | Paddy Clarke Ha Ha Ha             | Romance                                    | Irlanda                         |
| 1994                | James Kelman         | How Late It Was, How Late         | Fluxo de consciência                       | Reino Unido                     |
| 1995                | Pat Barker           | The Ghost Road                    | Romance de guerra                          | Reino Unido                     |
| 1996                | Graham Swift         | Last Orders                       | Romance                                    | Reino Unido                     |
| 1997                | Arundhati Roy        | The God of Small Things           | Romance                                    | Índia                           |
| 1998                | Ian McEwan           | Amsterdam                         | Romance                                    | Reino Unido                     |
| 1999                | J. M. Coetzee        | Disgrace                          | Romance                                    | África do Sul                   |
| 2000                | Margaret Atwood      | The Blind Assassin                | Romance histórico                          | Canadá                          |
| 2001                | Peter Carey          | True History of the Kelly Gang    | Romance histórico                          | Austrália                       |
| 2002                | Yann Martel          | Life of Pi                        | Literatura fantástica/ romance de aventura | Canadá                          |
| 2003                | DBC Pierre           | Vernon God Little                 | Humor negro                                | Austrália                       |
| 2004                | Alan Hollinghurst    | The Line of Beauty                | Romance histórico                          | Reino Unido                     |
| 2005                | John Banville        | O Mar                             | Romance                                    | Irlanda                         |
| 2006                | Kiran Desai          | The Inheritance of Loss           | Romance                                    | Índia                           |
| 2007                | Anne Enright         | The Gathering                     | Romance                                    | Irlanda                         |
| 2008                | Aravind Adiga        | The White Tiger                   | Romance                                    | Índia                           |
| 2009                | Hilary Mantel        | Wolf Hall                         | Romance histórico                          | Reino Unido                     |
| 2010                | Howard Jacobson      | The Finkler Question              | Romance humirístico                        | Reino Unido                     |
| 2011                | Julian Barnes        | The Sense of an Ending            | Romance                                    | Reino Unido                     |
| 2012                | Hilary Mantel        | Bring Up the Bodies               | Romance histórico                          | Reino Unido                     |
| 2013                | Eleanor Catton       | The Luminaries                    | Romance histórico                          | Nova Zelândia                   |
| 2014                | Richard Flanagan     | The Narrow Road to the Deep North | Romance histórico                          | Austrália                       |
| 2015                | Marlon James         | A Brief History of Seven Killings | Romance histórico/experimental             | Jamaica                         |
| 2016                | Paul Beatty          | The Sellout                       | Sátira                                     | Estados Unidos                  |
| 2017                | George Saunders      | Lincoln no Bardo                  | Romance                                    | Estados Unidos                  |
| 2018                | Anna Burns           | Milkman                           | Romance                                    | Reino Unido                     |
| 2019                | Margaret Atwood      | Os testamentos                    | Romance                                    | Canadá                          |
| 2019                | Bernardine Evaristo  | Girl, Woman, Other                | Romance experimental                       | Reino Unido                     |
| 2020                | Douglas Stuart       | Shuggie Bain                      | Romance                                    | Reino Unido · Estados Unidos    |
| 2021                | Damon Galgut         | The Promise                       | Romance                                    | África do Sul                   |
| 2022                | Shehan Karunatilaka  | The Seven Moons of Maali Almeida  | Romance                                    | Sri Lanka                       |
| 2023                | Paul Lynch           | Prophet Song                      | Romance distópico                          | Irlanda                         |
| 2024                | Samantha Harvey      | Orbital                           | Romance                                    | Reino Unido                     |